# Hero Project
Marvel's Hero Project, chiamato anche Progetto Eroe Marvel è una serie televisiva documentario di Marvel New Media per Disney+ distribuita in streaming dal 12 novembre 2019 e in Italia dal 24 marzo 2020.

## Trama
La serie è incentrata su alcuni giovani eroi e sull'impatto positivo che hanno su tutta la comunità. Ogni ragazzo che compare nello show avrà il suo fumetto Marvel.
(Marvel Entertainment)

## Puntate
| nº | Titolo originale                | Titolo italiano                              | Titolo originale fumetto                                                   | Titolo italiano fumetto                                                            | Nome                    | Causa                                                           | Pubblicazione USA | Pubblicazione Italia |
| --- | ------------------------------- | -------------------------------------------- | -------------------------------------------------------------------------- | ---------------------------------------------------------------------------------- | ----------------------- | --------------------------------------------------------------- | ----------------- | -------------------- |
| 1 | Sensational Jordan              | Sensazionale Jordan                          | Sensational Jordan - Designing A More Inclusive Future!                    | La fantastica Jordan - Combatte per un futuro più inclusivo!                       | Jordan Reeves           | "Born Just Right" per supportare disabilità ed Inclusive design | 12 novembre 2019  | 24 marzo 2020        |
| Jordan Reeves, nata con un arto diverso, ha creato un braccio protesico in grado di sparare glitter chiamato "Progetto Unicorno", ha condotto attività di supporto per le persone con disabilità, consentendo loro di realizzare i propri progetti inclusivi e co-fondato un'organizzazione per sostenere le persone con disabilità chiamata Born Just Right con la madre.                                                                                             |                                 |                                              |                                                                            |                                                                                    |                         |                                                                 |                   |                      |
| 2 | Incredible Elijah               | Incredibile Elijah                           | Featuring The Incredibile Elijah                                           | Con l'incredibile Elijah                                                           | Elijah Lee              | Prevenzione degli abusi sui minori                              | 15 novembre 2019  | 27 marzo 2020        |
| Elijah Lee, 11 anni, ha saputo che la sua amica è stata maltrattata dai suoi genitori, le ha detto di chiedere aiuto, ha iniziato a imparare di più sull'abuso di minori e ha iniziato a diffondere consapevolezza ospitando sermoni e organizzando marce di sensibilizzazione sull'abuso di minori. |                                 |                                              |                                                                            |                                                                                    |                         |                                                                 |                   |                      |
| 3 | Unstoppable Adonis              | Inarrestabile Adonis                         | Go Adonis! - Here He Comes! - Football's Biggest Star!                     | Forza, Adonis! - Eccolo che arriva! - La più grande stella del football americano! | Adonis Watt             | Accessibilità per i non vedenti                                 | 22 novembre 2019  | 3 aprile 2020        |
| Adonis Watt, nato in una famiglia sportiva, perse la vista a causa del glaucoma congenito quando aveva cinque anni infrangendo i suoi sogni di diventare un calciatore. Tuttavia, invece di rinunciare ai suoi sogni, si è rapidamente adattato alle circostanze ed è diventato una sensazione nazionale quando ha segnato due touchdown come running back della sua squadra nel 2018.                                                                                 |                                 |                                              |                                                                            |                                                                                    |                         |                                                                 |                   |                      |
| 4 | Here Comes Hailey               | Ed ecco Hailey                               | Watch Out, World! - Here Comes Hailey! - She Puts All The Pieces Together! | Attento, mondo! - Hailey in arrivo! - È pronta a mettere insieme tutti i pezzi!    | Hailey Richman          | Sostegno comunità per l'alzheimer                               | 29 novembre 2019  | 10 aprile 2020       |
| Hailey Richman, 12 anni, ha creato un gruppo di volontari chiamato Puzzle Time che unisce i bambini e i malati di Alzheimer ai puzzle. Dopo aver visto sua nonna combattere con il morbo di Alzheimer. Ha anche lanciato Kid Caregivers, una risorsa che offre supporto ai bambini che si prendono cura dei familiari con l'Alzheimer e che collega i giovani volontari con i pazienti affetti da demenza.                                                             |                                 |                                              |                                                                            |                                                                                    |                         |                                                                 |                   |                      |
| 5 | Mighty Rebekah                  | La potente Rebekah                           | Featuring The Mighty Rebekah                                               | Con la coraggiosa Rebekah                                                          | Rebekah Bruesehoff      | Comunità di LGBTQ                                               | 6 dicembre 2019   | 17 aprile 2020       |
| Rebekah, una ragazza trans di 12 anni, ha fatto il passaggio (da un sesso all'altro) all'età di 8 anni con l'aiuto dei suoi genitori. È stata attivamente coinvolta nel supporto LGBTQ quando l'amministrazione di Trump prese una posizione ferma contro i diritti degli studenti trans. Ha anche sostenuto l'istruzione LGBT inclusiva nel New Jersey. |                                 |                                              |                                                                            |                                                                                    |                         |                                                                 |                   |                      |
| 6 | Make Way for Jakhil             | Fate largo a Jakhil                          | Make Way for... Jakhil - The Quickest Kid Around!                          | Fate largo A Jakhil - Il bambino più veloce in circolazione                        | Jahkil Naeem Jackson    | "Project I Am" un aiuto ai senzatetto                           | 13 dicembre 2019  | 24 aprile 2020       |
| Jahkil distribuisce le Blessing Bags, kit pieni di oggetti di prima necessità per aiutare i senzatetto della città. |                                 |                                              |                                                                            |                                                                                    |                         |                                                                 |                   |                      |
| 7 | Dazzling Lorelei                | La straordinaria Lorelei                     | The Dazzling Lorelei! - Spreading Love Across The World!                   | L'abbagliante Lorelei! - Diffondere l'amore in tutto il mondo!                     | Lorelei McIntyre-Brewer | Cure cardiache                                                  | 20 dicembre 2019  | 1º maggio 2020       |
| Lorelei, nata con metà cuore, si assicura che altri ragazzi come lei ricevano le cure cardiache necessarie. |                                 |                                              |                                                                            |                                                                                    |                         |                                                                 |                   |                      |
| 8 | Battlin' Braden                 | Braden, il combattivo                        | Battlin' Braden! - Spreadin' The Word!                                     | L'eroico Braden! - Diffonde il verbo!                                              | Braden Baker            | Fornire apparecchi acustici                                     | 27 dicembre 2019  | 8 maggio 2020        |
| Braden gira il mondo per consegnare apparecchi acustici come il suo a chi ne ha bisogno. |                                 |                                              |                                                                            |                                                                                    |                         |                                                                 |                   |                      |
| 9 | Radiant Jayera                  | La radiosa Jayera                            | Radiant Jayera! - Seeing Potential Shine!                                  | La raggiante Jayera! - Lo splendore del potenziale!                                | Jayera Griffin          | Servizio alla comunità                                          | 3 gennaio 2020    | 15 maggio 2020       |
| Jayera si impegna per migliorare ed equilibrare la società di Riverdale per dare a coloro che ne necessitano il supporto in tempi finanziari difficili. |                                 |                                              |                                                                            |                                                                                    |                         |                                                                 |                   |                      |
| 10 | Spectacular Sidney              | Lo spettacolare Sidney                       | The Spectacular Sidney! - Changing The World One Page At a Time!           | Lo spettacolare Sidney! - Cambiare il mondo una pagina alla volta!                 | Sidney Keys             | Alfabetizzazione per giovani afroamericani                      | 10 gennaio 2020   | 22 maggio 2020       |
| Sin da piccolo Sydney è sempre stato innamorato della lettura senza però riuscire a trovare molte storie con personaggi che gli somigliassero. Così ha creato "Libri&Fratelli", un club per giovani afroamericani con cui poter condividere il suo amore per la lettura è arricchire le singole conoscenze letterarie. voleva che gli altri ragazzi come lui condividessero la magia delle storie e adesso la Marvel vuol far conoscere a tutti il supereroe Sidney.   |                                 |                                              |                                                                            |                                                                                    |                         |                                                                 |                   |                      |
| 11 | Thrilling Tokata                | L'elettrizzante Tokata                       | Behold...The Thrilling Tokata! - Teller of The Truest Tales!               | Ecco a voi... l'emozionante Tokata! - E le sue storie vere!                        | Tokata Iron Eyes        | Potere ai giovani nativi                                        | 17 gennaio 2020   | 29 maggio 2020       |
| Tokota è una cantastorie è un leader tra i giovani nativi per i quali si schiera. Il suo attivismo è riuscito ad accendere una luce sulle tradizioni della sua comunità e lei si è impegnata molto per far sentire la voce di altri bambini nativi, dando loro le piattaforme e gli strumenti per narrare le proprie storie. Usa la Marvel la celebra in una storia a lei dedicata, immortalandola in un fumetto.                                                      |                                 |                                              |                                                                            |                                                                                    |                         |                                                                 |                   |                      |
| 12 | High-Kickin' Izzy               | Izzy calci alti                              | High Kickin' Izzy - Nothing can Stop Her!                                  | Izzy la scatenata - Niente può fermarla!                                           | Isabelle                | Inclusione per disabili                                         | 24 gennaio 2020   | 5 giugno 2020        |
| A Izzy piace dimostrare alla gente che si sbaglia. Nata con una malattia che contrae le sue articolazioni limitandone i movimenti, è riuscita a vincere per 4 volte il campionato mondiale di taekwondo. Il suo super potere non sta solo nell'impegno costante dei suoi allenamenti ma anche nel aver contribuito come insegnante di questo sport. È la sua leadership che la trasforma in supereroina e adesso sta per entrare a fare parte del Marvel Hero Project. |                                 |                                              |                                                                            |                                                                                    |                         |                                                                 |                   |                      |
| 13 | Soaring Seamus                  | Seamus ad alta quota                         | Soaring Seamus! - Aiming High for Those in Need!                           | Seamus lo spericolato! - Fino in cima per una giusta causa!                        | Seamus                  | Borse di studio per famiglie di soldati caduti e feriti         | 31 gennaio 2020   | 12 giugno 2020       |
| Seamus vuole essere riconoscente verso chi si arruola, ovvero verso tutti gli uomini e le donne pronti a rischiare la vita per la sua libertà. Ha creato un'organizzazione di raccolta fondi e usa la sua passione per le scalate per ricavare il denaro da destinare alle famiglie dei soldati vittime di guerra, affinché possano continuare la scalata verso i propri sogni.                                                                                        |                                 |                                              |                                                                            |                                                                                    |                         |                                                                 |                   |                      |
| 14 | Dynamic Daniella                | La dinamica Daniella                         | Dynamic Daniella! - Building a Better World!                               | La dinamica Daniella! - Per creare un mondo migliore!                              | Daniella                | Case per senzatetto in Messico                                  | 7 febbraio 2020   | 19 giugno 2020       |
| Dopo un viaggio dalla California al Messico per costruire una casa per una famiglia, Daniella sente di dover continuare a costruire. Dedica il suo tempo libero alla raccolta di fondi per comprare materiale e coprire i costi di viaggio per costruire altre abitazioni. Ad oggi, sono più di 12 famiglie che hanno potuto beneficiare direttamente dei suoi sforzi. È anche una leader che ispira altri giovani a seguire il suo esempio.                           |                                 |                                              |                                                                            |                                                                                    |                         |                                                                 |                   |                      |
| 15 | Roving Robbie                   | Robbie il giramondo                          | Roving Robbie! - On a Mission to Save the Parks!                           | Robbie il girovago! - In missione per salvare i parchi!                            | Robbie                  | Salvaguardare i parchi nazionali                                | 14 febbraio 2020  | 26 giugno 2020       |
| Robbie ha un forte legame con la natura e durante il suo viaggio alla scoperta dei 129 monumenti nazionali d'America, si rende conto che questi hanno bisogno di essere tutelati. Crea così dei tour virtuali e si sposta di scuola in scuola per far conoscere il suo progetto. il suo obiettivo è mostrare alle nuove generazioni questi luoghi speciali e trasmettere loro un senso di protezione.                                                                  |                                 |                                              |                                                                            |                                                                                    |                         |                                                                 |                   |                      |
| 16 | Genesis the Amazing Animal Ally | Genesis, la fantastica alleata degli animali |                                                                            |                                                                                    |                         |                                                                 | 21 febbraio 2020  | 3 luglio 2020        |
| 17 | Superior Salvador               | Salvador il migliore                         |                                                                            |                                                                                    |                         |                                                                 | 28 febbraio 2020  | 10 luglio 2020       |
| 18 | Genius Gitanjali                | Gitanjali il genio                           |                                                                            |                                                                                    | Genius Gitanjali        | Ragazze in STEM, sviluppato Thethys                             | 6 marzo 2020      | 17 luglio 2020       |
| 19 | Astonishing Austin              | Il sorprendente Austin                       |                                                                            |                                                                                    |                         |                                                                 | 13 marzo 2020     | 24 luglio 2020       |
| 20 | High-Flying Hailey              | Hailey vola alto                             |                                                                            |                                                                                    |                         |                                                                 | 20 marzo 2020     | 31 luglio 2020       |

## Produzione
La serie è stata annunciata come uno dei due documentari da Marvel per Disney+ il 10 aprile 2019. I redattori di Marvel Comics hanno trovato alcuni modi innovativi per includere questi bambini come supereroi e sorprenderli rivelando che sono stati immortalati in Marvel Comics.
(Sarah Amos)

## Promozione
Al D23 Expo la serie ha avuto un panel dove è stata descritta ed è stato rivelato il piano di rilascio. Il 1º ottobre 2019 è stato rilasciato da Disney+ il primo trailer completo. Al Comic Con di New York di inizio di ottobre, è stato proiettato il primo episodio dalla Marvel con Jordan Reeves, creatore del Progetto Unicorno (Project Unicorn). Più tardi è stata rilasciata una clip esclusiva online dalla prima puntata.

## Distribuzione
Il primo episodio della serie è stato distribuito il 12 novembre 2019 come uno dei primi titoli per Disney+ con un nuovo episodio ogni venerdì fino al 20 marzo del 2020. In Italia è stata distribuita dal 24 marzo 2020, data di uscita del servizio, con un nuovo episodio ogni venerdì.
La prima stagione è composta da 20 puntate.

## Fumetti
I fumetti saranno disponibili su Marvel Unlimited e Marvel Digital Comic Store gratuitamente in concomitanza con le puntate.

## Accoglienza

### Critica
Sul sito web aggregatore di recensioni Rotten Tomatoes la serie detiene una valutazione di approvazione del 92% per la prima stagione con un punteggio medio di 7,86/ 10, basata su 13 recensioni. Il consenso della critica recita: "Uno sguardo commovente e potente nella vita di alcuni eroi della vita reale, Marvel's Hero Project trova ispirazione in una nuova generazione di innovatori". Su Metacritic ha una media ponderata di 54 su 100 sulla base di 5 critici, indicando "recensioni miste o medie".
Dave Trumbore, scrivendo per Collider, ha dichiarato: "Disney+ offre una docu-serie accattivante e potente". Bonnie Burton di CNET ha dichiarato: "Marvel's Hero Project di Disney+ mette in luce i veri bambini che fanno la differenza". Matt Fowler di IGN ha dichiarato. "Marvel's Hero Project è un pacchetto di profili ben intenzionato e ben presentato con alcuni giovani guerrieri che ispirano in modo univoco che rendono volontariamente il mondo un posto migliore. Non è del tutto adatto per un formato di 30 minuti e spesso puoi sentire la tensione, ma non è mai non edificante".